# Neurellipes erythropoecilus
Neurellipes erythropoecilus is een vlinder uit de familie van de Lycaenidae. De wetenschappelijke naam van de soort is voor het eerst gepubliceerd in 1893 door William Jacob Holland.
De soort komt voor in Ghana, Togo, Nigeria, Kameroen, Equatoriaal Guinea, Gabon, Congo-Brazzaville, Centraal Afrikaanse Republiek en Congo-Kinshasa.